# 手槍星
手槍星（Pistol Star）是銀河系內已知最明亮、质量最大的的恆星，是一颗蓝色的特超巨星。这颗恒星属于银河系中心五合星团，是其中大量的年轻恒星之一。它以其所照亮的手枪状星云而闻名。早期的報告指出它可能是極端明亮的恆星，發出的光度是太陽的190萬倍，最新的研究已將這個數值調降至160萬倍，是海山二的三分之一。手槍星在6秒內釋放出的能量相當於太陽在一年中釋出的總能量，像手槍星這類的藍特超巨星生命期只有300萬年。
它位于人马座方向，距离地球大约 25000 光年。 这颗恒星的质量很大，相当于人马座 V4998；其光度是太阳的 330 万倍。如果不是银河系周围的星际尘埃吸收了它发出的几乎所有可见光的话，我们应当可见这颗视星等为四等的恒星。

## 性质

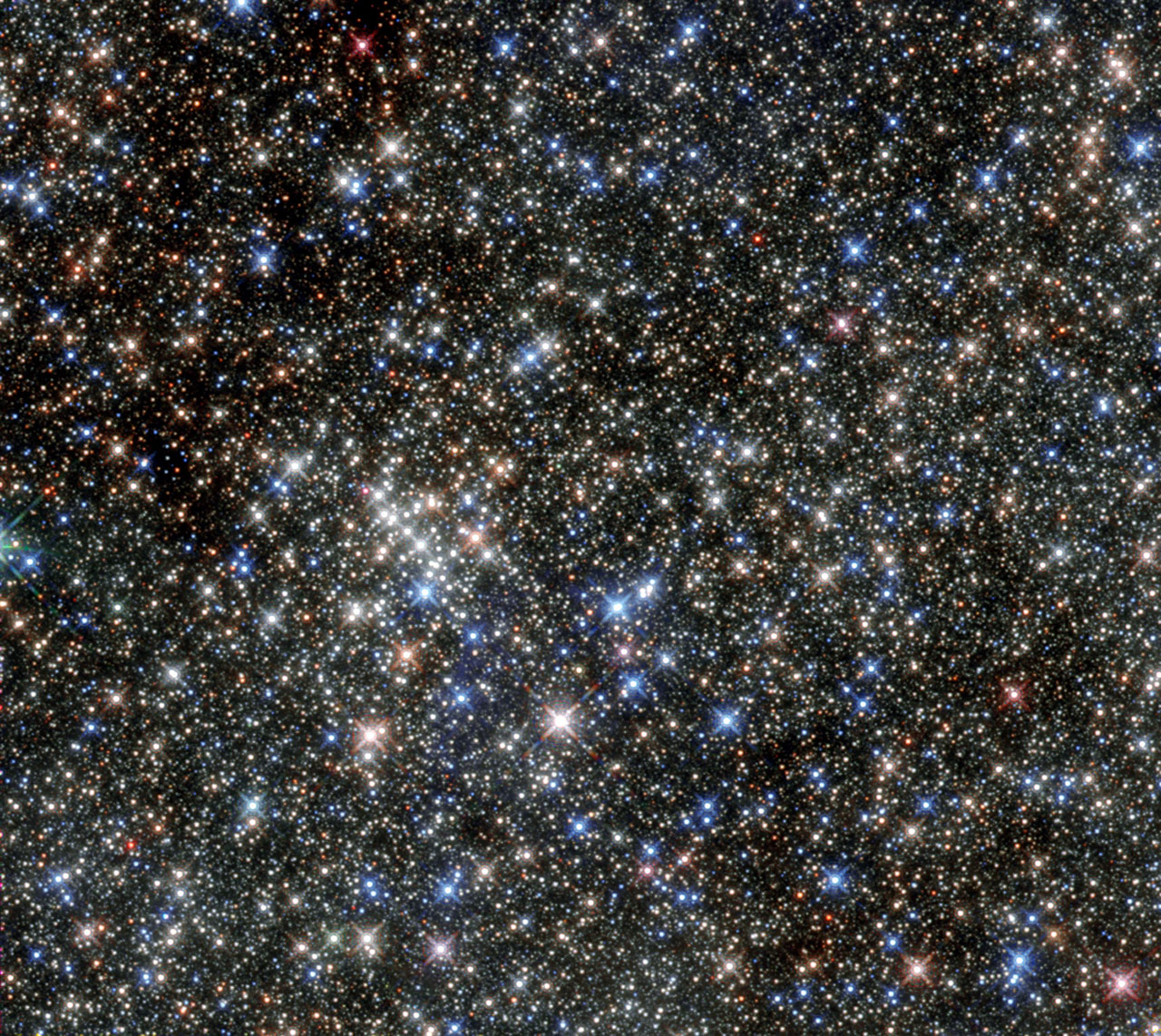
手槍星是五合星團影像中最亮的恆星，位於正下方。

手枪星是在20世纪90年代早期由加州大学洛杉矶分校的天文学教授Don Figer用哈勃空间望远镜发现的。根据当时从地球上观测到的情况推断，手槍星在4,000至6,000年前的一次巨大爆發中拋出了大約10倍太陽質量的物質，它的恆星風比太陽強一百億倍。它實際的年齡和未來的演化還不能確定，但估計在未來的100萬至300萬年內將會成為一顆壯觀的超新星或極超新星。有些天文學家猜想说它的大質量也許和所在的位置有關，也許在銀河中心附近形成的恆星，比較容易產生大質量的恆星。
如果根據恆星光譜模型，手槍星的質量為27.5 M☉，而如果根據當前特性進行演化模型，則手槍星的質量要高得多（86-92 86–92 M☉ ）。早期研究曾認為手槍星是已知質量最大的恆星，質量約250 M☉。
後來的研究降低手槍星的預估光度，為一顆候選的高光度藍變星，光度約為160萬 L☉（相當於雙星海山二的三分之一）。基於約12,000K的有效溫度，它的光度高達330萬 L☉，半徑相應較大，為420 R☉. 。即便如此，它在10秒內輻射的能量也相當於太陽一年的能量。

## 明亮的恆星
除了手槍星之外，近幾年來還有幾顆被認為是"特別明亮"的恆星，在改進了觀測技術之後都被降級了。被證實為最明亮恆星的是海山二（船底座η），它誕生時的質量大約是太陽的150—200倍。我們的銀河系內可能有10到100顆質量超過海山二的恆星，但是因為可見光的觀測受到星際塵埃的遮蔽，它們大概只能在紅外線的波長下被天文學家觀測到。

## 外部連結
- NASA Discovery press release, Oct 7, 1997 （页面存档备份，存于）
- Pistol Star Fact Sheet （页面存档备份，存于）
- Further details on the Pistol Star from hubblesite.org （页面存档备份，存于）
- "The Pistol Star", Donald F. Figer et al
- Tim Thompson about the Pistol Star （页面存档备份，存于）
- Pistol star